# Amphipyra pallida
Amphipyra pallida är en fjärilsart som beskrevs av Troels Myndel Pedersen och Thorwald Julius Sørensen 1948. Amphipyra pallida ingår i släktet Amphipyra och familjen nattflyn. Inga underarter finns listade i Catalogue of Life.